# 丹尼尔号护航驱逐舰
丹尼尔号护航驱逐舰（英語：USS Daniel，舷号：DE-335），是美国海军于第二次世界大战期间建造的一艘埃德索尔级护航驱逐舰，其舰名取自在圣克鲁斯群岛海战中阵亡的海军十字勋章获得者休·斯宾塞·丹尼尔（Hugh Spencer Daniel）。
该舰由C·E·丹尼尔夫人冠名，于1943年8月30日在德克萨斯州奥兰治联合钢铁厂铺设龙骨，随后于11月16日下水。1944年1月24日，丹尼尔号正式服役，交由哈罗德·E·沃勒（Harold E. Waller）少校指挥。

## 设计与装备
埃德索尔级护航驱逐舰的设计与巴克利级护航驱逐舰类似，均采用长船体并建有较高的舰桥。该级护航驱逐舰配备3英寸（76毫米）50倍径单装主炮，后续曾计划更换为5英寸（127毫米）38倍径主炮，但最终没有实际执行。该级护航驱逐舰由4台费尔班克斯-莫尔斯38D8-1/8-10内燃机提供动力，总功率最高可达6000匹马力，最高航速21节。其燃料舱可携带312吨重油，在12节航速下航程可达11000海里。此外，该级舰船还配备有较完善的侦查搜索系统，包括SL或SU水面雷达、SA对空雷达、QC声呐系统以及用于监听潜艇无线电的HF/DF天线。

## 服役历史
1944年2月11日，丹尼尔号驶离加尔维斯顿前往百慕大进行试航调整，3月24日，她完成测试返抵诺福克。之后一段时间，丹尼尔号作为训练舰前往汉普顿锚地协助培训其他护航驱逐舰的核心乘员，5月31日，她护送一艘拖船前往百慕大，随后加入船团，正式开启其大西洋护航生涯。
1944年6月27日至9月27日，丹尼尔号先后护送2批船团前往意大利那不勒斯，随后她被调往北大西洋航线，继续护送船团前往英国和法国港口，1944年10月23日至1945年6月3日，丹尼尔号在该航线共执行了5次护航任务。
7月29日，丹尼尔号驶抵圣迭戈，随后她继续向西行驶，最终于8月9日进入珍珠港。此后的一个月内，她主要负责科雷吉多号护航航空母舰飞行员降落考核的监视工作并参加了一些训练。9月5日，丹尼尔号启程返航，27日，她顺利抵达费城。
1946年4月12日，丹尼尔号在格林科夫斯普林斯退役，1971年1月15日，她自美国海军除籍，随后于1974年1月30日被出售拆解。

## 荣誉
丹尼尔号服役期间所获荣誉如下：
|  |  |  |

| 美国战役奖章 | 欧洲-非洲-中东战役奖章 | 第二次世界大战胜利奖章 |

## 历任舰长
| 姓名       | 译名              | 军衔 | 所属军种       | 任职时间                    |
| ---------- | ----------------- | ---- | -------------- | --------------------------- |
|            | 哈罗德·E·沃勒     | 少校 | 美国海军预备役 | 1944年1月24日               |
|            | 埃尔伍德·D·博因顿 | 少校 | 美国海军预备役 | 1944年5月30日               |
|            | 理查德·N·比林斯   | 少校 | 美国海军预备役 | 1945年10月4日-1946年4月12日 |
| 参考文献： |                   |      |                |                             |